# 浅草富士浅間神社
浅草富士浅間神社（あさくさふじせんげんじんじゃ）とは、東京都台東区浅草にある神社。南方にある浅草神社の兼務社である。

## 概要
浅草寺本堂と浅草神社の狭間の道を北方へ進んだ道路（富士通り）の先、台東区立富士小学校の向かい、浅草警察署の斜め向かいに鎮座している。
創建日は不明だが、江戸時代の富士講の流行を受けて各地に創られた浅間神社の1つであり、当初は三好町（現・蔵前）にあったものが、幕府の命で現在地に移されたとされ、その時期は本殿の棟札から元禄年間（1688年 - 1703年）頃と推察される。
江戸時代は神仏習合の富士権現として、浅草寺の子院・修善寺が管理していたが、明治に入って神仏分離後の1873年（明治6年）からは浅草神社の兼務社になった。

## 祭神
- 木花咲耶比売命

## 境内
- 富士塚 浅草富士
- 社務所・貸し会議室

## イベント
- 植木市 - 江戸時代からの伝統行事。5月・6月の最終土日の4日間。富士通りの2本西隣りの「浅草柳通り」を歩行者天国にして、盆栽などの植木商店が立ち並び、また神社前を横切る「一葉桜・小松橋通り」には縁日屋台が立ち並ぶ[2][3]。麦藁蛇（むぎわらじゃ）の頒布も行われる[1][2]。